# Aşağıgüney, Beypazarı
Aşağıgüney là một xã thuộc huyện Beypazarı, tỉnh Ankara, Thổ Nhĩ Kỳ. Dân số thời điểm năm 2011 là 30 người.